# 相鉄ビルマネジメント
株式会社相鉄ビルマネジメント（そうてつビルマネジメント、英: Sotetsu Building Managements inc.）は、相鉄グループの不動産会社。商業施設等の不動産物件の管理に特化しており、宅地開発は相鉄グループ内の相鉄不動産、建売住宅の販売や不動産仲介は相鉄不動産販売が行っている。また、相模鉄道沿線の駅に併設する専門店街（ショッピングセンター）として「相鉄ライフ」を展開している。

## 沿革
- 1999年（平成11年）5月12日 - 会社設立
- 2002年（平成14年）10月1日 - 相模鉄道株式会社より二俣川営業所管内物件の運営管理を継承
- 2004年（平成16年）10月1日 - 相模鉄道株式会社より横浜営業所管内物件の運営管理を継承
- 2006年（平成18年）10月1日 - 横浜地下街株式会社より、横浜駅西口地下街「ザ・ダイヤモンド」の運営管理を継承
- 2010年（平成22年）7月1日 - 相鉄流通サービス株式会社より、相模鉄道駅構内の賃貸店舗・区画運営管理事業を継承

## 主な管理物件

### 横浜駅西口
- 新相鉄ビル（相鉄ジョイナス） - 1973年（昭和48年）11月20日開業
- 横浜駅西口地下街（相鉄ジョイナス、旧ザ・ダイヤモンド） - 1964年（昭和39年）12月1日開業、2015年（平成27年）12月1日に「相鉄ジョイナス」へ統合
- 相鉄ビル（横浜ベイシェラトン ホテル&タワーズ） - 1998年（平成10年）9月24日開業
- 相鉄本社ビル
- 相鉄南幸第1ビル（洋服の青山横浜西口店）
- 相鉄南幸第2ビル（ムービル） - 1988年（昭和63年）11月12日移転開業
- 相鉄南幸第3ビル（横浜駅西口郵便局）
- 相鉄南幸第4ビル（DDZ-POINT）
- 相鉄南幸第5ビル（蒙古タンメン中本横浜店）
- 相鉄南幸第6ビル（ドトールコーヒーショップ 横浜南幸店）
- 相鉄南幸第7ビル（俺のフレンチYOKOHAMA、イシバシ楽器横浜店）
- 相鉄南幸第8ビル（横浜ビブレ） - 1978年（昭和53年）10月6日開業（当初：ニチイ横浜店）
- 相鉄南幸第9ビル（相鉄南幸第3ビル裏側、DUMBO PIZZA FACTORY YOKOHAMA）
- 相鉄南幸第10ビル（横浜相鉄スクエア） - DMM VR THEATER：2015年（平成27年）9月11日開業、2020年（令和2年）4月30日閉鎖/1000 CLUB：2020年（令和2年）7月末開業
- 相鉄南幸第11ビル
- 相鉄北幸第1ビル（エキニア横浜）
- 相鉄北幸第2ビル（菱進横浜ビル）
- 相鉄岩崎学園ビル
- 相鉄KSビル
- SYビル

### 港南台
- 相鉄港南台ビル（港南台バーズ） - 1976年（昭和51年）4月14日開業
- 港南台214ビル - 相鉄港南台ビルと連絡通路で接続

### 二俣川
- 二俣川駅北口共同ビル（ジョイナステラス3） - 二俣川駅北口の駅ビル、専門店街は「相鉄ライフ 二俣川」として1990年（平成2年）7月27日開業、リニューアルのため2023年（令和5年）3月24日で閉館[6]し、同年10月6日に「ジョイナステラス3」として新装開業[7]（後述も参照）
- アルコット二俣川 - ドン・キホーテ二俣川店などが入居、二俣川駅北口共同ビルと連絡通路で接続
- コプレ二俣川 - 二俣川駅南口の二俣川グリーングリーン跡地などにおける再開発ビル[8][注 3]
  - ジョイナステラス二俣川 - コプレ二俣川の低層部商業棟（2 - 5階）の「ジョイナステラス1」と同駅駅舎上部（2 - 4階）の「ジョイナステラス2」、二俣川駅北口共同ビル（2 - 4階）の「ジョイナステラス3」からなる商業施設、2018年（平成30年）4月27日開業[9][10]（ジョイナステラス3は前述の通り2023年10月6日開業）

### 相鉄本線沿線
- 星川SFビル（クイント星川）
- 星天qlay - 相鉄本線高架下（星川駅〜天王町駅間）に2023年（令和5年）2月2日開業[11]
- 相鉄三ツ境ビルA棟・B棟（相鉄ライフ 三ツ境） - 1986年（昭和61年）10月30日開業、2018年（平成30年）11月22日新装開業[12]
- 相鉄瀬谷駅北口新ビル（スマイルストリート瀬谷） - 2010年（平成22年）7月1日開業
- 相鉄さがみ野ビル（相鉄ライフ さがみ野） - 1980年（昭和55年）11月28日開業

### 相鉄いずみ野線沿線
- 相鉄万騎が原第3・第4ビル（相鉄ライフ 南まきが原） - 旧まきが原ライフに代わり、2015年（平成27年）9月11日開業[13]
- 相鉄緑園都市共同ビル（相鉄ライフ 緑園都市） - 1989年（平成元年）5月26日開業
- 相鉄弥生台第1・第2ビル（相鉄ライフ やよい台） - 旧やよい台ショッピングプラザに代わり、2017年（平成29年）10月24日開業[14]
- 相鉄いずみ野駅北口ビル（相鉄ライフ いずみ野）- 旧いずみ野フォンテに代わり、2014年（平成26年）6月5日開業
- 相鉄いずみ中央ビル（相鉄ライフ いずみ中央） - 1993年（平成5年）4月21日開業
- ゆめが丘ソラトス - ゆめが丘駅前に2024年（令和6年）7月25日開業[15][16]

### かつての管理物件
- 相鉄いずみ野ビル（いずみ野フォンテ） - 1977年（昭和52年）8月6日開業、2014年（平成26年）3月31日営業終了（一部店舗を除く）
- 相鉄二俣川ビル（二俣川グリーングリーン） - 1970年（昭和45年）9月25日開業、2014年（平成26年）9月30日営業終了
- 相鉄南万騎が原第1ビル（まきが原ライフ[注 4]） - 1980年（昭和55年）4月29日開業、2015年（平成27年）7月20日営業終了（一部店舗を除く）
- 相鉄弥生台ビル（やよい台ショッピングプラザ） - 1983年（昭和58年）4月29日開業、2016年（平成28年）9月30日営業終了（一部店舗を除く）[5]